# Chelanthura westringia
Chelanthura westringia är en kräftdjursart som beskrevs av Gary C.B. Poore och Bardsley 1990. Chelanthura westringia ingår i släktet Chelanthura och familjen Anthuridae. Inga underarter finns listade i Catalogue of Life.